# 堀江美都子
堀江美都子（本名：淺見美都子（舊姓：堀江），1957年3月8日—）是日本女性動畫歌手及聲優。神奈川縣大和市出身，橫濱市居住，血型AB型。她是、青二Production所屬的藝人，別名「Micchi」（ミッチ），在鶴見女子高等學校畢業。配偶淺見昭男則為作詞、作曲家，也擔任她的個人經紀公司負責人。
在歌手生涯中，她的代表曲包括《波羅五號》片頭曲、《小甜甜》主題曲及《花仙子》主題曲等。配音生涯中的主要作品則有《小安娜》、《IQ博士》及《長腿叔叔》等等。

## 主要歌曲作品

### 動畫
- 《喷嚏大魔王》片尾曲（1969年）
- 《波羅五號》片頭曲（1977年）
- 《花仙子》片頭曲（1979年）
- 《巨獸王》片頭曲（1979年）
- 《小甜甜》片頭曲（1976年）

- 《多啦A梦》系列
  - 插曲（1979年）
  - 片尾曲（1986年）

- 《圣斗士星矢-银河战争篇》插曲  
  - 「Beautiful child（ビュディフ·チャルド）」（出自TV16话－「巨大！杜格拉迪斯的猛攻」中，大雪深夜，星矢、紫龙、瞬还有冰河各自独处一室各自内心想着事情的场景）

- - 「FINAL SOLDIER（ファイナル·ソルジャ）」（出自TV20话--《认真的战斗吧！莎尔拉的反击》中，星矢返回希腊圣域，莎尔拉袭击星矢，星矢穿上圣衣之后，与莎尔拉战斗时候的场景）
  - 「Lullaby（女神の子守歌）」（出自TV30话-－「燃烧！爱的小宇宙」中，星矢抱着纱织跳下山崖身受重伤时的场景）

- 《圣斗士星矢》CD歌曲  
  - 「Friend in the sky~希望の翼~」（合唱：Make up樂團）
  - 「Shine On~永遠の夢~」
  - 「Stay away~キャンドル~」（合唱：影山浩宣）

### 特攝
- 宇宙铁人天地双龙（同时在剧中扮演悦子）
- 《乔尼亚斯奥特曼》插曲「睦美之歌」

### 遊戲
- 鋼鉄のコクピット（超级机器人大战战斗音乐）

### 電視劇
《排球女将》主题曲

### Original Album
- 1980年11月 EMOTION
- 1981年8月 IMAGE
- 1981年12月 ミッチの独言倶楽部
- 1982年6月 Ready MADONNA

- 茅ヶ崎メモリー（ラジオっ娘～茅ヶ崎サンライズ、新田一郎～サンライズ・サンセットとの競作 「Ready MADONNA」の中の一曲：シングルカットあり）

- 1983年1月 ウィークエンド
- 1983年7月 素直になれなくて
- 1985年2月 LIVE IN EGG-MAN
- 1986年4月 IN MY HEART
- 1986年12月 SING IT!

## 配音作品
※粗體字是主要作品 

### 電視動畫
1970年代
- Musti（英语：Musti (character)） （全部角色）
- 宇宙魔神大劍豪 （克莉奧）
- 樹熊的冒險（日语：コラルの探検） （千代太郎、旁白）
- 大恐龍時代（日语：大恐竜時代） （雷米）

1980年代
- 魔法少女拉拉貝爾（立花拉拉貝爾）
- IQ博士（牛奶糖4號、摘母）
- 愛我騎士（日语：愛してナイト） （三田村八重子）
- 貓眼三姐妹 第2季（黑川紀子）※客串
- 夢戰士Wingman （美森胡桃）
- 鬼太郎 第三季 （ニクス）
- 小公主莎拉（唐納德·卡麥可）
- 職業高爾夫猿猴（日语：プロゴルファー猿） （若葉）
- 雷朋三世 PART III （安）
- 宇宙船Sagittarius（日语：宇宙船サジタリウス） （シビップ）
- 愛少女波麗安娜物語（波麗安娜·惠提爾）
- 格林童話 （旁白、小紅帽、睡公主、Cinderella、精靈）
- 七龍珠 （乌帕、オボッチャマン）
- 小公子西迪 （珂琪）
- 魔鏡魔鏡 （加賀美厚子）
- いきなりダゴン（日语：いきなりダゴン） （莉莉）
- 城市獵人2 （宝田翔子）※第14話
- 聖鬥士星矢 （北極星的希露達）
- 新格林童話 （旁白）
- 鬥將！！拉麵男 （ウズラ）
- 超能力魔美 （春野香織）※第92話

1990年代
- 我的長腿叔叔 （茱蒂·亞伯特）
- 幻法小魔星 （座劍邪寧代）
- 風中少女 金髮珍妮（珍妮·麥克道威爾、旁白）
- IQ博士'92特別篇 （小寶寶）
- 無家可歸的孩子蕾米（蕾米·巴布朗、公主）
- 美少女戰士Sailor Stars（嘉拉西亞）
- 甜心戰士F（エレクトリックパンサー）※第26話
- 小魔法變變變 （鏡之國女王）
- 鑽掘先生 （ホリ・ススム、プチ、アンナ・ホッテンマイヤー）

2000年代
- 變形火車俠2 （勝的母親）
- Submarine Super 99（日语：潜水艦スーパー99） （森木深雪）
- Monchhichi（日语：モンチッチ） （旁白）
- 風之少女艾蜜莉（露西）
- 真仙魔大戰 （Micchi總司令）
- 劍豪生死鬥 （近藤涼之介）
- 人偶動畫 利佳（日语：人形アニメーション リカちゃん） （母親、旁白）
- 波菲的漫長旅程（莫妮卡·曼西尼）
- 你好 安妮 ～Before Green Gables（潔西·麥金泰爾·葛里森）
- ねぎぼうずのあさたろう（日语：ねぎぼうずのあさたろう） （ゆりねのお仙）

2017年
- 小魔女學園（伍德沃德）

2018年
- 龍王的工作！（雛鶴亞希奈）

### 劇場公開作品
- IQ博士各作品
- 七龍珠 摩訶不思議大冒險（乌帕）

### 外語片配音
2024年
- 《波羅五號：超電磁新紀元  超電磁剪輯版》（瑪麗安·阿姆斯壯）

## 外部連結
- （日語） 堀江美都子官方網頁 （页面存档备份，存于）